# Дусетос
Ду́сетос (лит. Dusetos; до 1917 года — рус. Дусяты) — город в Зарасайском районе Утенского уезда Литвы, является административным центром Дусетского староства. Один из самых маленьких городов Литвы. Население 794 человека (2010 год).

## География
Расположен в 30 км от города Зарасай и в 134 км от Вильнюса на берегу озера Сартай.

## История
Впервые упоминается в 1520 году. При разделе Речи Посполитой в XVIII веке отошёл к Российской Империи.
Во время польского восстания 1830—1831 гг., в Дусятах был создан повстанческий отряд Эмилии Плятер.
В 1897 году численность еврейского населения составляла 90 %.
В годы Первой мировой войны был оккупирован немецкой армией. До 1917 года носил название Дусяты.
С 1918 года по 1940 год входил в состав Литвы.
С 1940 года по 1991 года в составе Литовской ССР, СССР. Права города получил в 1950 году. С 1950 по 1959 год был центром Дусетского района.
С 1991 года в составе Литвы. С 1995 года является центром одноимённого староства. В 1999 году получил герб.

## Население
| Год  | Численность | Численность |
| ---- | ----------- | ----------- |
| 1811 | 907         | [ 6 ]       |
| 1897 | 1278        | [ 6 ]       |
| 1923 | 1164        | [ 6 ]       |
| 1959 | 1806        | [ 6 ]       |
| 1970 | 1578        | [ 6 ]       |
| 1989 | 1185        | [ 6 ]       |
| 2001 | 917         | [ 1 ]       |
| 2002 | 913         | [ 1 ]       |
| 2003 | 883         | [ 1 ]       |
| 2004 | 848         | [ 1 ]       |
| 2005 | 840         | [ 1 ]       |
| 2006 | 819         | [ 1 ]       |
| 2007 | 791         | [ 1 ]       |
| 2008 | 788         | [ 1 ]       |
| 2009 | 762         | [ 1 ]       |
| 2010 | 738         | [ 1 ]       |
| 2011 | 722         | [ 1 ]       |
| 2012 | 706         | [ 1 ]       |
| 2013 | 675         | [ 1 ]       |
| 2014 | 649         | [ 1 ]       |
| 2015 | 615         | [ 1 ]       |
| 2016 | 596         | [ 1 ]       |
| 2017 | 582         | [ 7 ]       |
| 2018 | 556         | [ 1 ]       |
| 2019 | 559         | [ 1 ]       |
| 2020 | 549         | [ 1 ]       |
| 2021 | 531         | [ 1 ]       |
| 2022 | 503         | [ 1 ]       |
| 2023 | 479         | [ 1 ]       |

## Экономика
В городе находится конный завод.

## Достопримечательности
- Костёл Пресвятой Троицы (Švč. Trejybės bažnyčia; 1888)
- Парк скульптур, открытый в 2008 году[3]

## Галерея
- Озеро Сартай
- Озеро Сартай
- Скульптурный парк
- Памятник поэту Паулюсу Ширвису
- Церковь